# Universidad de Tohoku
La Universidad de Tohoku (東北大学, Tōhoku daigaku) es una universidad pública de investigación situada en Sendai, Miyagi, Japón. Se la conoce coloquialmente como Tohokudai (東北大, Tōhokudai) o Tonpei (トンペイ, Tonpei).
Fundada en 1907 como la tercera de las Universidades Imperiales, después de las Universidades de Tokio y Kioto, se centró inicialmente en la ciencia y la medicina, ampliándose más tarde para incluir también estudios de humanidades.
Para 2016, la Universidad de Tohoku contaba con 10 facultades, 16 escuelas de posgrado y 6 institutos de investigación, con una matrícula total de 17.885 estudiantes.
Los tres valores fundamentales de la universidad son "La investigación como prioridad (研究第一主義)", "Puertas abiertas (門戸開放)" e "Investigación y educación orientadas a la práctica (実学尊重)".
"The Times Higher Education Japan University Rankings" ha situado a la Universidad de Tohoku en el primer puesto de Japón en 2020, 2021, 2022 y 2023, así como el puesto 130 a nivel mundial, lo que la convierte en la tercera universidad mejor clasificada de Japón, sólo por detrás de la Universidad de Tokio y la Universidad de Kioto.

## Historia

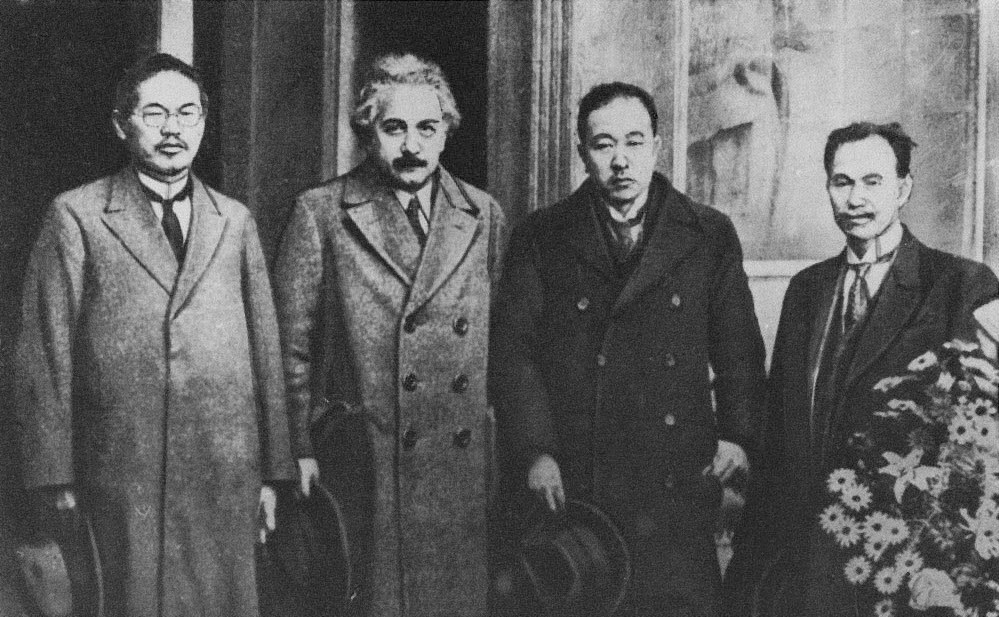
Albert Einstein visita la Universidad Imperial de Tohoku en 1922

La Universidad Imperial de Tohoku fue fundada en Sendai, Japón, en el año 1907. Originalmente conformada por el Colegio de Agricultura y el Colegio de Ciencias. Desde su fundación, fue reconocida como una Universidad abierta y de principios liberales: fue la primera Universidad Imperial en admitir estudiantes masculinos y femeninos juntos así como también en ofrecer clases abiertas al público. Fue también una de las primeras en admitir a estudiantes extranjeros, desde el año 1911.

## Organización
- 10 Escuelas de bachiller.
- 14 Escuelas de graduados.
- 5 Institutos de investigación

### Bibliotecas
- Biblioteca de Medicina
- Biblioteca de Kita-Aobayama (Ciencias, Farmacia)
- Biblioteca de Ingeniería
- Biblioteca de Agricultura

### Facultades
- Facultad de Artes y Letras.
- Facultad de Educación.
- Facultad de Ciencias.
- Facultad de Medicina.
- Facultad de Odontología.
- Facultad de Farmacia y Ciencias Farmacéuticas.
- Facultad de Ingeniería
- Facultad de Agricultura

### Escuela de Graduados
- Escuela de Graduados de Artes y Letras
- Escuela de Graduados de Educación
- Escuela de Graduados de Leyes.
- Escuela de Graduados de Economía y Administración.
- Escuela de Graduados de Ciencia.
- Escuela de Graduados de Medicina.
- Escuela de Graduados de Odontología.
- Escuela de Graduados de Ciencias Farmacéuticas.
- Escuela de Graduados de Ingeniería
- Escuela de Graduados de Agricultura
- Escuela de Graduados de Estudios Culturales Internacionales
- Escuela de Graduados de Ciencias de la Información
- Escuela de Graduados de Biología
- Escuela de Graduados de Estudios del Medio Ambiente
- Escuela de Graduados de Informática Educativa

### Institutos de Investigación
- Instituto para la Investigación de Ciencias en Materiales.
- Instituto de Desarrollo, Vejez y Cáncer.
- Instituto de Mecánica de Fluidos.
- Instituto de Comunicación Electrónica.
- Instituto Multidisciplinario para la Investigación en Materiales de Avanzada.

### Institutos Interdisciplinarios
- Centro de Estudio para el Noreste Asiático.
- Centro para el Desarrollo de Educación Avanzada.
- Centro de Recursos Académicos y Archivos.
- Instituto de Educación Internacional de Avanzada
- Ciclotrón y Centro de Radioisótopos.
- Centro para la Industria y Creación de Viveros.
- Centro de Investigación Interdisciplinario.
- Centro Tecnológico para la Investigación y Actividades Educativas.
- Organización para la Sinergia Informática.